# Coming Down Again
Pistes de Goats Head Soup
100 Years Ago
(2) Doo Doo Doo Doo Doo (Heartbreaker)
(4)
Coming Down Again est une chanson du groupe de rock britannique The Rolling Stones parue le 31 août 1973 sur l'album Goats Head Soup.

## Historique et description
Bien que créditée à Mick Jagger et Keith Richards, auteurs-compositeurs du groupe, Coming Down Again est en grande partie l'œuvre de Keith Richards, qui a déclaré au moment de sa sortie, "Coming Down Again est ma chanson." Une ballade lente émotionnellement similaire à une autre chanson de l'album, Angie, les paroles parlent de la relation de Richards avec sa compagne Anita Pallenberg, qui avait renoncé à sa relation amoureuse avec son ami et compère Brian Jones (décédé en 1969) pour être avec lui.
La chanson s'ouvre avec Nicky Hopkins, musicien additionnel collaborateur de longue date des Stones, jouant des claviers avec une ligne de basse fluide de Mick Taylor. Les guitares sont jouées par Keith Richards, qui utilise la pédale wah-wah pendant une grande partie de la chanson (un effet souvent utilisé sur Goats Head Soup), ainsi qu'un haut-parleur Leslie. Charlie Watts interprète un "arrangement de batterie start-stop de marque... qui était désormais devenu un élément familier". Bobby Keys a contribué le solo de saxophone vers le milieu de la chanson. On pense que le guitariste de session Miles Miller a joué des lignes de guitare qui ne sont pas gardées pour la version finale. Mick Jagger soutient Richards aux chœurs.
Enregistré aux Dynamic Sound Studios de Kingston en Jamaïque en novembre et décembre 1972, Coming Down Again est considérée comme l'une des meilleures performances vocales de Keith Richards. Malgré sa popularité, le guitariste n'a jamais joué la chanson en concert avec le groupe.

## Personnel
Crédités:
- Keith Richards: chant, guitare électrique, chœurs
- Mick Jagger: chœurs
- Charlie Watts: batterie
- Mick Taylor: basse
- Nicky Hopkins: piano
- Bobby Keys: saxophone
- Jim Horn: saxophone
- Pascal: percussion